# Сябуяха (приток Хадуттэ)
Сябуяха (устар. Сябу-Яха) — река в России, протекает по Ямало-Ненецкому АО. Устье реки находится в 61 км по левому берегу реки Хадуттэ. Длина реки составляет 41 км. Берёт начало из центрально озера группы водоёмов Сябуяхато.
Вблизи устья ширина реки составляет 12 метров, грубина — 1,5 метра; грунты песчаные. Высота устья — 4 метра нум.

## Притоки
- Емояха (слева)
- Перхотта (справа)

## Данные водного реестра
По данным государственного водного реестра России относится к Нижнеобскому бассейновому округу, водохозяйственный участок реки — Пур, речной подбассейн реки — подбассейн отсутствует. Речной бассейн реки — Пур.
Код объекта в государственном водном реестре — 15040000112115300063214.